# 환자 (역사)

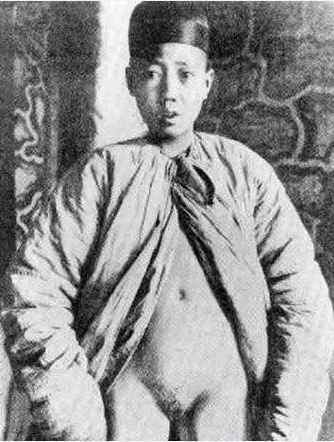

환자(宦者, Eunuch)는 거세된 남성이며, 특정한 사회적 기능을 수행하기 위해 거세된 사람을 말한다. 정부에 고용된 환자는 환관이라고 한다.
환자가 되기 위해 의도적인 거세를 한 최초의 기록은 기원전 21세기 수메르의 도시 라가시로 언급되어 있다. 그 이후로 수천 년에 걸쳐 그들은 다양한 문화에서 다양한 역할을 수행해 왔다. 예를 들어 궁중이나 그에 상응하는 하인, 간첩 활동이나 은밀한 활동, 카스트라토 가수, 첩 또는 성 파트너, 종교 전문가, 군인, 왕실 경비대, 정부 관리 및 수호자 여자나 하렘 하인 등의 역할이 그렇다.
환자는 일반적으로 통치자에 대한 물리적 접근이 큰 영향력을 행사할 수 있는 왕실의 덜 위협적인 하인으로 만들기 위해 거세된 하인 또는 노예였다. 통치자의 침대 정리하기, 목욕시키기, 머리 자르기, 가마에 넣기, 메시지 전달하기 등 겉으로 보기에는 하찮은 집안일이라도 이론상으로는 환자에게 "통치자의 귀"(the ruler's ear)를 부여하고 통치자에게 사실상의 권력을 부여할 수 있다. 형식적으로는 겸손하지만 신뢰받는 종이다. 비슷한 사례가 많은 고위직의 비천한 기원과 어원에 반영되어 있다.
환자는 일반적으로 군대, 귀족 또는 자신의 가족(적어도 자손이나 친척이 없음)에 대한 충성심을 갖지 않은 것으로 추정된다. 따라서 그들은 더 신뢰할 만하고 개인적인 "왕조"를 세우는 데 덜 관심이 있는 것으로 여겨졌다. 이들의 상태는 대개 사회적 지위를 낮추었기 때문에 별다른 영향 없이 쉽게 교체되거나 살해될 수도 있었다. 하렘과 환자가 모두 존재하는 문화에서는 환자가 때때로 하렘의 하인으로 사용되기도 했다.